# Rodolphe II d'Autriche
 (janvier 2025).
Pour les articles homonymes, voir Rodolphe d'Autriche (homonymie).
Rodolphe II, né vers 1270 et mort le 10 mai 1290, est prince de  la maison de Habsbourg, le deuxième fils du roi Rodolphe Ier et de Gertrude de Hohenberg. Il est duc d'Autriche et de Styrie de 1282 à 1283, conjointement avec son frère aîné Albert.

## Biographie
Fils cadet né du mariage du comte Rodolphe de Habsbourg (1218-1291) et de la comtesse Gertrude de Hohenberg († 1281), Rodolphe II grandit pendant le Grand Interrègne à la suite de la mort de l'empereur Frédéric II, le parrain de son père, en 1250. Rodolphe Ier reste fidèlement attaché à la maison de Hohenstaufen et au roi Conrad IV ; il sait aussi tirer avantage de l'incertitude générale dans le Saint-Empire pour multiplier ses possessions en Souabe provoquant de nombreux conflits, notamment avec Walter de Geroldseck, évêque de Strasbourg et le comte Pierre II de Savoie. Il reste toutefois modeste par rapport au roi Ottokar II de Bohême qui en même temps crée une vaste sphère de puissance dans l'est de l'Empire.
Soutenu par le pape Grégoire X, Rodolphe Ier de Habsbourg est élu roi des Romains le 1er octobre 1273 et est couronné le 24 octobre à la cathédrale d'Aix-la-Chapelle. L'expansionnisme de son adversaire Ottokar de Bohême est considéré avec suspicion par les princes-électeurs qui comptent sur Rodolphe pour rétablir l'ordre. En conséquence, le nouveau roi commence par récupérer les fiefs tombés dans d'autres mains, notamment en Souabe et en Alsace, ainsi qu'en Rhénanie. Dans le cas d'Ottokar, néanmoins, un conflit armé s'impose. Le roi de Bohême est décisivement vaincu et tué à la bataille de Marchfeld le 26 août 1278, ses États impériaux reviennent comme fiefs accomplis à Rodolphe Ier.
À l'issue de la victoire de Marchfeld, les Habsbourg sont l'une des dynasties les plus puissantes de l'Empire. Pendant la Diète d'Empire à Augsbourg, le 17 décembre 1282, son père fait ses deux fils Albert et Rodolphe II ducs d'Autriche et de Styrie, le patrimoine de Frédéric II de Babenberg dont Ottokar de Bohême s'est emparé. L'acte est stipulé le 27 décembre ; les deux deviennent ainsi princes du Saint-Empire.
Néanmoins, les frères ne règnent pas longtemps ensemble : par le traité de Rheinfelden (de), signé le 1er juin 1283, Rodolphe II renonce à ses droits en faveur d'Albert. Il ne reçoit jamais de véritable compensation en dehors du titre (essentiellement honorifique) de duc de Souabe que lui confère son père en 1289. Il est régent sur les possessions de la famille en Souabe, la future Autriche antérieure, mais il n'est jamais inféodé. Rodolphe II mène plusieurs campagnes contre l'aristocratie locale ainsi que contre la Confédération suisse naissante, notamment la ville libre de Berne.

## Mariage et descendance
En mars 1289, Rodolphe épouse à Prague la princesse Agnès de Bohême, fille du roi Ottokar II. Elle lui donne un fils, Jean, en 1290, mais Rodolphe meurt brutalement la même année au cours d'une visite à sa sœur Judith en Bohême. Par la suite, son fils, déçu que la renonciation de son père le prive de tout droit sur les biens des Habsbourg, gagne le surnom de « parricide » en assassinant, en 1308, son oncle le roi Albert.